# Irvine, California
Irvine là một thành phố tại quận Cam, California, Hoa Kỳ. Thành phố nằm trong Vùng Đại Los Angeles. Đây là một thành phố quy hoạch chủ yếu được phát triển bởi Công ty Irvine từ thập niên 1960. Chính thức thành lập ngày 28 tháng 12 năm 1971 với diện tích 172 km² Irvine có dân số 212.375 người theo điều tra năm 2010. Tuy nhiên, Cục Tài chính California ước tính dân số năm 2011 của thành phố là 219.156 người. Thành phố đã hợp nhấp một khu vực kém phát triển ở phía bắc và cũng sáp nhập Trạm không quân Thủy quân lục chiến El Toro cũ, phần lớn trạm căn cứ không quân này sẽ được chuyển thành công viên lớn quận Cam. Thành phố Irvine có Đại học California tại Irvine (UCI), Đại học Concordia, Cao đẳng Irvine Valley, trung tâm quận Cam của Đại học Nam California (USC), và các khu trường sở vệ tinh của Alliant International University, California State University Fullerton (CSUF), Đại học La Verne và Đại học Pepperdine.